# Resolució 1251 del Consell de Seguretat de les Nacions Unides
La Resolució 1251 del Consell de Seguretat de les Nacions Unides fou adoptada per unanimitat el 29 de juny de 1999.
Després de reafirmar totes les resolucions passades sobre la situació a Xipre, incloses les resolucions 1217 (1998) i 1218 (1998), el Consell va ampliar el mandat de la Força de les Nacions Unides pel Manteniment de la Pau a Xipre (UNFICYP) durant sis mesos més fins al 15 de desembre de 1999.
El Govern de Xipre va tornar a acceptar la presència contínua de la UNFICYP a l'illa. La situació al llarg de la línia d'alto el foc s'havia mantingut tranquil·la, a part de violacions menors, tot i que hi havia restriccions a la llibertat de moviment de la UNFICYP.
El mandat de la UNFICYP es va prorrogar fins al 15 de desembre de 1999 i es va recordar a les autoritats de Xipre i Xipre del Nord que garantissin la seguretat del personal de la UNFICYP i posar fi a la violència contra ella. Es va instar a les autoritats militars d'ambdues parts a abstenir-se d'accions que podrien agreujar les tensions com el desminatge a la zona de separació de les Nacions Unides a Xipre. El bàndol grecoxipriota en particular va ser convocat a implementar el paquet de mesures de la UNFICYP. També es va preocupar l'enfortiment de les armes militars al sud de Xipre i la manca de progrés en la disminució del nombre de tropes estrangeres. En aquest sentit, el Consell va instar a la República de Xipre a retallar les despeses de defensa i retirar tropes estrangeres, amb una visió general de la desmilitarització de tota l'illa.
El Consell de Seguretat va acollir amb beneplàcit els esforços en curs de la UNFICYP per aplicar el seu mandat humanitari. També va reafirmar la seva posició de llarga data que el conflicte de Xipre s'hauria de resoldre sobre la base d'un únic Xipre amb una federació bizonal i bicomunal sense secessió o unió amb un altre país.
Finalment, es va demanar al secretari general Kofi Annan que informés al Consell l'1 de desembre de 1999 sobre l'aplicació de la resolució actual. La Resolució 1250 es va aprovar el mateix dia que es va debatre el procés de pau a l'illa.